# Ngân hàng Nam Việt
Ngân hàng thương mại cổ phần Nam Việt (tên giao dịch bằng tiếng Anh: Nam Viet Commercial Joint Stock Bank), được gọi tắt là Navibank, được thành lập vào ngày 18 tháng 09 năm 1995 theo Giấy phép số 00057/NH–CP ngày 18/09/1995 của Ngân hàng Nhà nước Việt Nam. Ngày 13 tháng 09 năm 2010, được Navibank ghi nhận như là cột mốc chiến lược trong lịch sử phát triển bằng sự kiện chính thức niêm yết cổ phiếu tại Sở Giao dịch Chứng khoán Hà Nội (HNX) theo Quyết định số 566/QĐ–SGDCK ngày 12/08/2010 với mã chứng khoán NVB.

## Mạng lưới kênh phân phối
Gồm 91 chi nhánh và phòng giao dịch, bao gồm: 01 Hội Sở Chính, 01 Sở Giao dịch, 19 Chi nhánh, 70 Phòng Giao dịch và Quỹ Tiết kiệm tại 24 tỉnh/thành trên toàn quốc.

Đưa vào hoạt động 32 máy ATM (trong đó 19 máy đặt tại TP. Hồ Chí Minh) và lắp đặt 359 POS trên toàn quốc.

Về mạng lưới chấp nhận thẻ, Navibank đã phát triển được 339 đơn vị chấp nhận thẻ (tăng 50 đơn vị so với năm trước).

Hệ thống ATM/POS của Navibank chấp nhận được thẻ nội địa của 41 ngân hàng thành viên trong hệ thống Smartlink, BanknetVN, VNBC và ngược lại chủ thẻ Navicard cũng giao dịch miễn phí trên ATM/POS của các ngân hàng trong các liên minh trên.

Tính đến 31/12/2011, Navibank hiện có quan hệ đại lý với hơn 100 tổ chức tín dụng trong và ngoài nước, nổi bật như Citibank, Bank of America, Deutsche Bank và nhiều tổ chức khác.

## Công ty trực thuộc

#### Công ty Quản lý Nợ và Khai thác tài sản Nam Việt Ngân hàng
Được thành lập vào ngày 28 tháng 12 năm 2006, Công ty Quản lý nợ và Khai thác tài sản Nam Việt Ngân hàng (NAVIAMC) hoạt động theo mô hình công ty TNHH một thành viên do Ngân hàng TMCP Nam Việt là chủ sở hữu.

## Cơ cấu tổ chức
- Cốt Thu Hương

## Nhân sự
Tính đến 31/12/2011, có 15 người là thành viên Hội đồng Quản trị, Ban kiểm soát và Ban điều hành (trong đó có 07 người có trình độ trên Đại học và 08 người có trình độ Đại học) cùng 1,450 cán bộ nhân viên đang công tác tại Ngân hàng TMCP Nam Việt.